# Tillandsia streptophylla
Tillandsia streptophylla là một loài thuộc chi Tillandsia. Đây là loài bản địa của Costa Rica và México.

## Giống
- Tillandsia 'Anna'
- Tillandsia 'Asombroso'
- Tillandsia 'Como'
- Tillandsia 'Curly Slim'
- Tillandsia 'Diane Wilson'
- Tillandsia 'Eric Knobloch'
- Tillandsia 'Gorgon'
- Tillandsia 'Graceful'
- Tillandsia 'Gympie'
- Tillandsia 'Hines Poth'
- Tillandsia 'Jane Williams'
- Tillandsia 'Katie Styer'- capitata x streptophylla (Steve Correale)
- Tillandsia 'Kauri'
- Tillandsia 'Litl Liz'
- Tillandsia 'Love Knot'
- Tillandsia 'Lucille'
- Tillandsia 'Paterson'
- Tillandsia 'Redy'
- Tillandsia 'Selerepton'
- Tillandsia 'Showtime'
- Tillandsia 'Sitting Pretty'
- Tillandsia 'Tall Stranger'
- Tillandsia 'Toolara'

## Hình ảnh

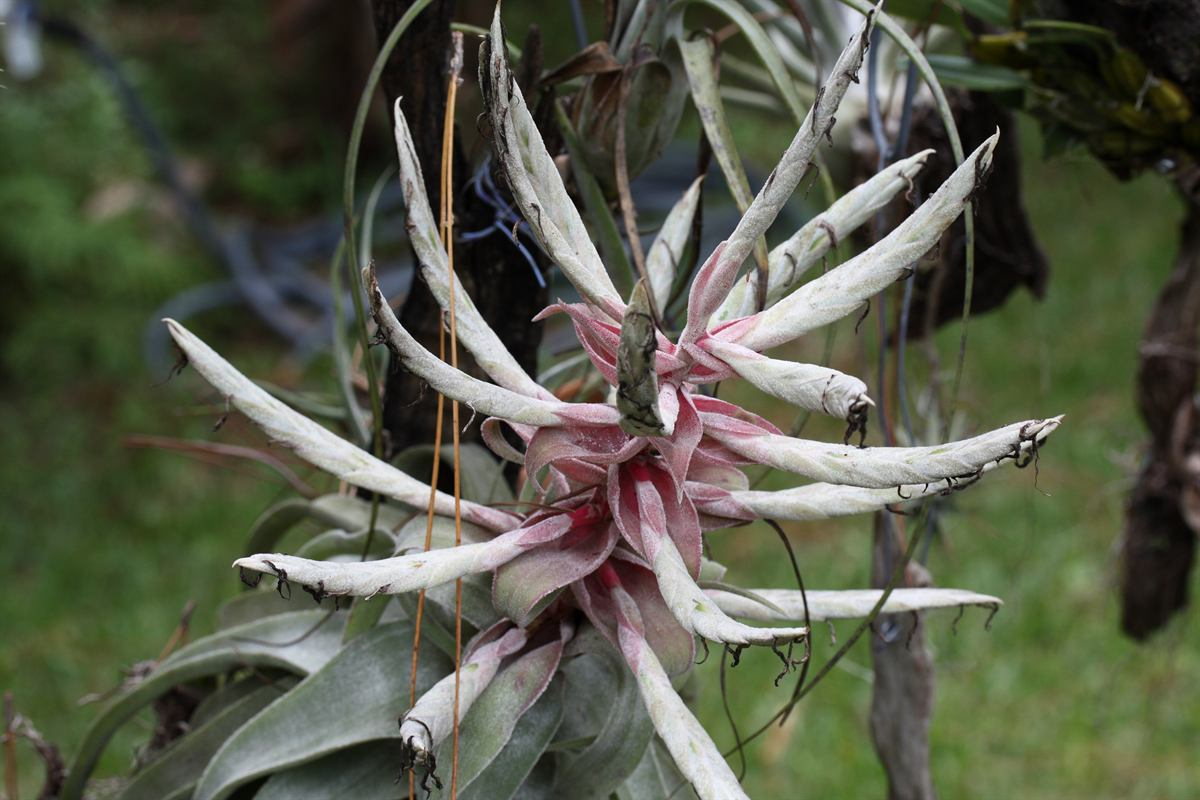
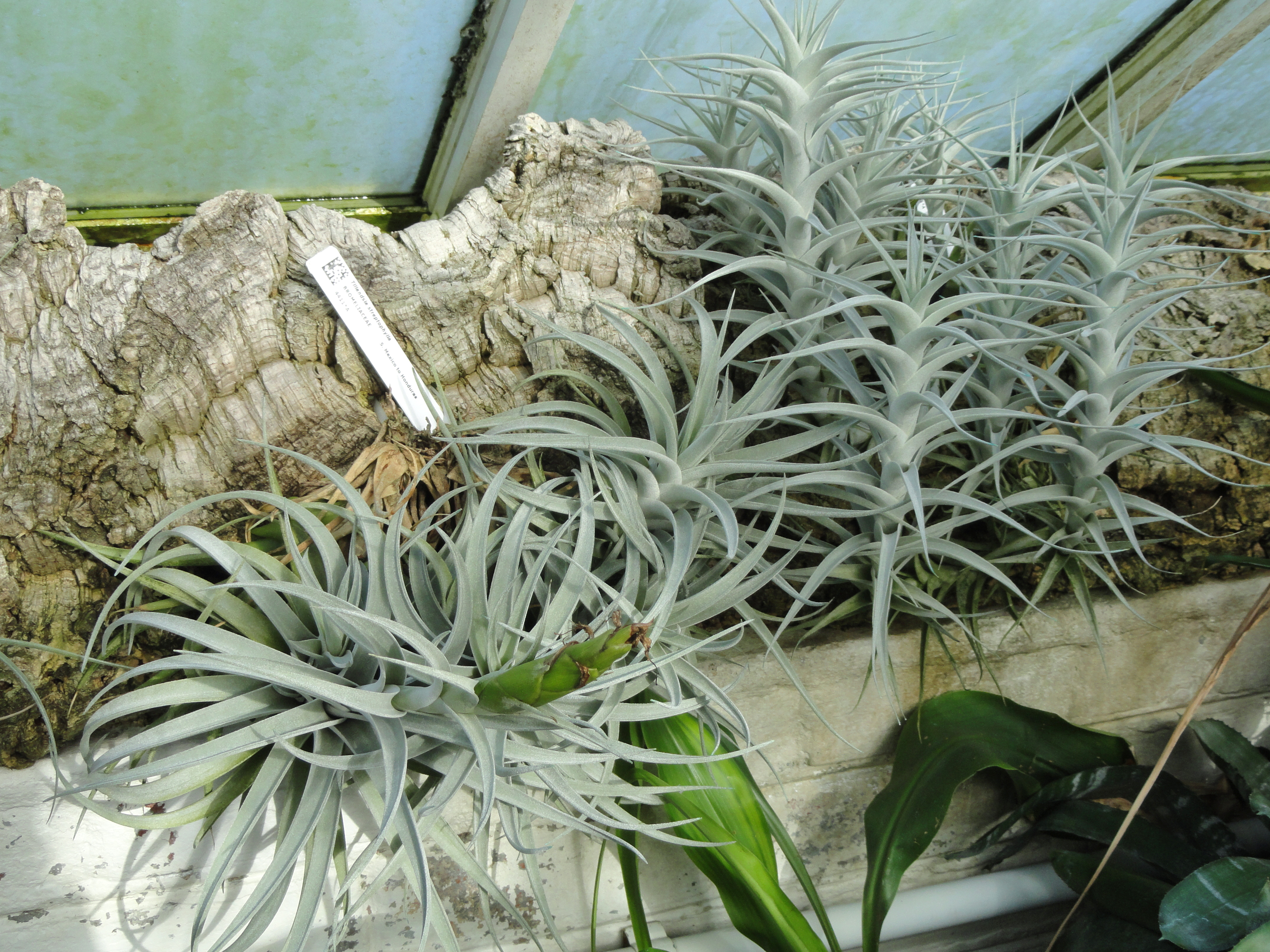
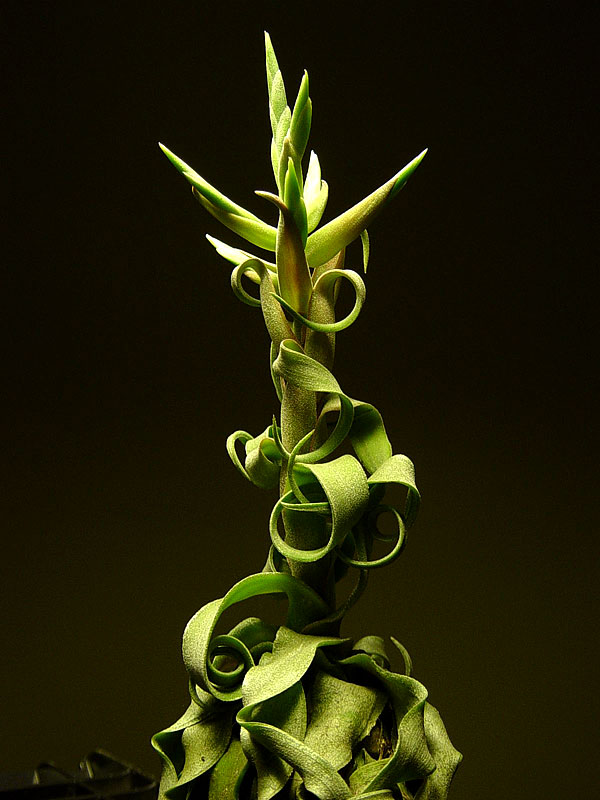
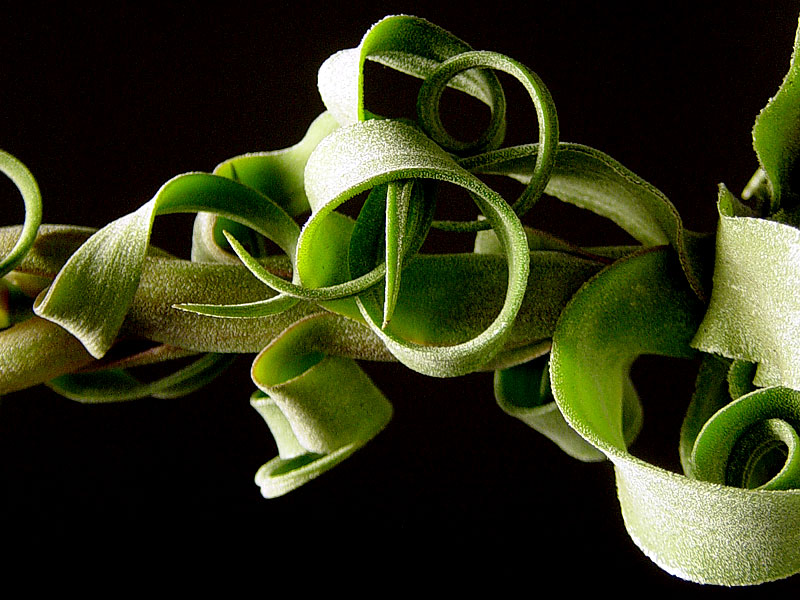